# Anas gibberifrons
La cerceta gris o cerceta de Sunda (Anas gibberifrons) es una especie de ave. Pertenece a la familia Anatinae y se encuentra en los descampados húmedos en  Indonesia. Antiguamente la especie incluía a las subespecies  Anas albogularis y Anas gracilis.
Este es un pato color pardo moteado con vistas de color blanco y verde en sus alas. La hembra y el macho de esta especie poseen la misma coloración.
La cerceta gris anida cerca de lagos y pantanos de agua dulce, por lo general en el suelo, aunque también puede utilizar huecos en árboles o madrigueras de conejos.